# Timothy McCarthy

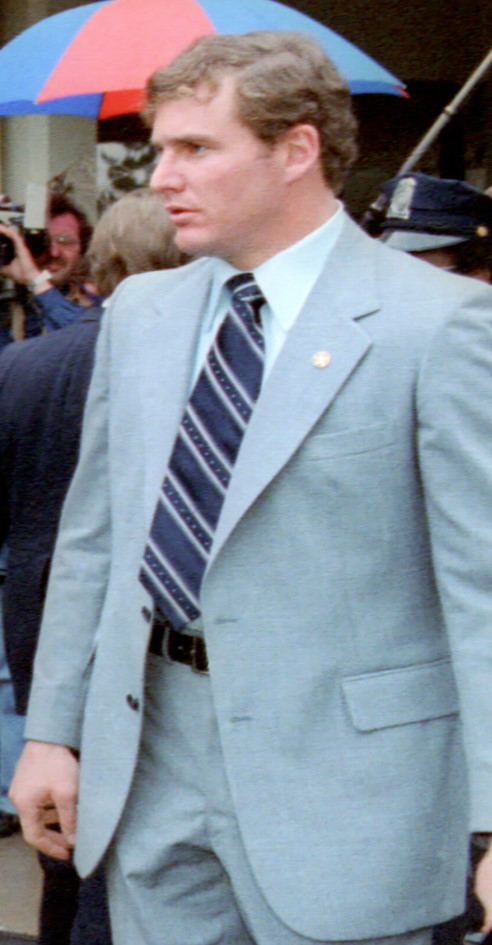
Timothy McCarthy

Timothy McCarthy (* 20. Juni 1949 in Chicago, Illinois) ist Polizeichef von Orland Park in Illinois. Bekannt geworden ist er aber vor allem durch seinen Einsatz beim Attentat auf Ronald Reagan.

## Leben
McCarthy schloss 1971 die University of Illinois at Urbana-Champaign mit einem Bachelor of Science in Finanzen ab und bekam einen Job beim United States Secret Service. Er arbeitete acht Jahre in der Abteilung zum Schutz des Präsidenten und 14 Jahre als Ermittler in Chicago. Von 1989 bis 1993 war er leitender Beamter des Secret Service von Chicago. Seit Mai 1994 ist er Chef der Orland Park Police.
1998 war er Kandidat für die Wahlen zum Secretary of State von Illinois, wurde jedoch nicht gewählt. 1999 wurde ihm der Master of Science in Strafgerichtsbarkeit der Lewis University verliehen. In den letzten Jahren arbeitet er außerdem für die Sicherheitsfirma Security Link und spricht vor Schulklassen über seine Arbeit.
McCarthy ist verheiratet und hat drei Kinder.

## McCarthy beim Attentat
Am 30. März 1981 war Reagan in Washington, D.C. auf dem Weg vom Hilton Hotel zu seiner Limousine. Die Secret-Service-Männer liefen in Formation um den Präsidenten, als plötzlich Schüsse fielen (sechs Schüsse in 1,7 Sekunden). McCarthy gab dem Präsidenten gemäß seiner Ausbildung mit seinem Körper Deckung gegen die Schüsse des Attentäters John Hinckley, Jr., einer davon verletzte ihn im Bauchraum. Reagan wurde von keiner der Kugeln direkt getroffen, aber im Moment, in dem er vom Secret-Service-Mann Jerry Parr in die Limousine gestoßen wurde, traf ihn ein Querschläger, der vom kugelsicheren Fensterglas der Präsidentenlimousine abprallte und in den linken Lungenflügel des Präsidenten eindrang. Er war von dieser Verletzung wieder komplett genesen. Bleibende Schäden erlitten der Polizist Tom Delahanty durch einen Schuss in den Hals und der Pressesprecher James Brady durch einen Frontalschuss in die Stirn.
Tim McCarthy wurde anschließend im gleichen Krankenhaus wie Reagan operiert, konnte es aber vor dem Präsidenten verlassen.
McCarthy, Parr und Delahanty wurden vom Fernsehsender CBS als unsung heroes (unbesungene, sprich: nicht gefeierte, stille Helden) tituliert.

## Bedeutung
Timothy McCarthy ist einer von zwei Secret-Service-Agenten, die eine für den amtierenden Präsidenten der Vereinigten Staaten bestimmte Kugel abfingen.
Während seiner Genesung erhielt McCarthy mehr als 50.000 Genesungswünsche, einen davon von der Familie des Attentäters. Später bekam er einen Dankesbrief von Ronald Reagan, mit dessen Familie er sich angefreundet hatte.